# De Saeger
De familienaam de Saeger is volgens de antroponymie vermoedelijk een beroepsnaam met de betekenis "de houtzager".
De naam is afgeleid van het Middelnederlandse woord "saeghe" dat "zaag" betekent.

## Variaties
De Saegher, Desaegher, Desaeger, de Saegher, de Saeger, de Saeger van Nattenhaesdonck, Desaegere, Desager, De Sager, Sagers, De Sagher, De Saegre, De Saghre, De Sagre, De Saver, De Zaeger, De Zaegher, Zagers

## Bekende naamdragers
- de Saeger
  - Egidius de Saeger, Belgisch advocaat en edelman
  - Mathieu de Saeger, Belgisch raadgever te Brussel en edelman
  - Werner-Édouard de Saeger van Nattenhaesdonck, Belgisch rechtsgeleerde en theoloog
- De Saeger
  - Jos De Saeger, Belgisch voormalig minister voor CVP
- De Saegher
  - Chris De Saegher, Nederlandse schaker en NHSB-kampioen in 1993
  - Derk De Saegher, Nederlandse volleybal-coach
  - René De Saegher, Belgisch kunstschilder
  - Rodolphe De Saegher, Belgisch kunstschilder
  - Romain De Saegher, Belgisch kunstschilder
  - Tom De Saegher, Belgisch politicus voor CD&V
  - Pierre De Saegher, Belgisch voormalig volksvertegenwoordiger
- Desaegher
  - Steve Desaegher, Belgisch voormalig voetballer
  - Amandus Fredericus Desaegher, Voormalig burgemeester van Beveren (Alveringem)
  - Kathleen Desaegher, Belgisch substituut-procureur des Konings bij de rechtbank van eerste aanleg te Brussel
  - Rodolphe Desaegher, Belgisch voormalig volksvertegenwoordiger
- De Sagher
  - Henri E. de Sagher, Belgisch historicus
  - Walter de Sagher, Belgisch voormalig burgemeester van Poperinge
- De Zaeger
  - Piet De Zaeger, Belgisch directeur van de N-VA[3]
- Sagher
  - Tami Sagher, Amerikaans tv-producer en actrice
- Zager
  - Denny Zager, Amerikaans muzikant bij Zager & Evans
- Zagers
  - Jan Zagers, Belgisch voormalig wielrenner
  - Johan Zagers, Belgisch dressuurruiter